# Le Rêve de l'oncle
Le Rêve de l'oncle (titre original : Дядюшкин сон) est un roman court de l'écrivain russe Fiodor Dostoïevski paru en 1859. 
Écrit entre 1856 et 1858, à sa sortie du bagne d'Omsk, durant sa relégation à Semipalatinsk, ce roman court d'environ 145 pages, sous-titré (Extraits des annales mordassoviennes), dont l'auteur n'avait pas une grande opinion est paru en 1859 dans la revue La Parole russe. On est plus proche du théâtre de boulevard que des grands romans de l'auteur.

## Personnages
- Maria Alexandrovna Moskaliova : personnage principal.
- Athanase Matviéïtch : époux de Maria Alexandrovna.
- Zénaïde Afanassievna ou Zina : fille de Maria Alexandrovna et d'Athanase Matviéïtch, 23 ans.
- Prince Gabriel K. : vieil aristocrate.
- Stièpanida Matviéievna : maîtresse du prince K.
- Nastassia Piètrovna Ziablova : parente de Maria Alexandrovna, vit chez elle, 30 ans passés.
- Paul Alexandrovitch Mozgliakov : amoureux de Zina, vaguement neveu du prince K, 25 ans.
- Vassia : instituteur, amoureux de Zina.
- Anna Nikolaievna Antipova : femme du procureur, ennemie de Marie Alexandrovna.

## Résumé
Maria Alexandrovna Moskaliova, dame de petite noblesse, est la commère de la bourgade de Mordassov. Elle a toujours su mener sa barque ; tout le monde la craint, à défaut de la respecter. Elle a exilé son mari à cause de sa débilité et cherche maintenant un mari assez bien pour sa fille unique, Zénaïde Afanassievna dite Zina. Zina était tombé amoureuse de Vassia, un instituteur deux ans plus tôt. Maria avait alors tout fait pour faire capoter cette histoire d'amour, elle avait réussi, mais Zina lui en garde de la rancune.
Après un accident arrive chez Maria le prince K, un vieil aristocrate ruiné, propriétaire de quatre mille âmes, récemment renfloué par un héritage inattendu, et qui vivait depuis des années reclus dans une de ses propriétés. Cela fait six années qu'il n'était pas venu à Mordassov, où il vivait auparavant. Il a oublié tous les visages et confond tout le monde.
C'est un grand honneur pour Maria de le recevoir chez elle : en effet, tout Mordassov ne rêve que de rentrer dans ses bonnes grâces.
Maria échafaude le projet de marier sa fille Zina au prince K : ce qui ferait oublier son ancien amour à la jeune fille, lui permettrait d'échapper à Mozgliakov, qui l'a demandé en mariage et la mettrait à l'abri financièrement. Devant Zina outrée, elle déploie des trésors d'éloquence et lui promet que le mariage ne serait point consommé et qu'elle pourrait dès la mort du prince (qui ne saurait tarder) se marier avec son amour de jeunesse.
Zina acquiesce au projet de sa mère et Maria de tout faire pour ramener chez elle le prince, que d'autre mères convoitaient également pour leurs filles. « C'est bien en cela que Maria Alexandrovna se distinguait de ses concurrentes : c'est que dans les cas décisifs elle ne s'embarrassait même pas de la pensée d'un scandale, tenant pour axiome que le succès justifiait tout. »
Hélas pour elle, Nastassia Piètrovna, qui avait écouté aux portes la conversation entre la mère et la fille et qui pensait elle aussi, se marier avec le prince, permet à Mozgliakov d’assister en secret aux conciliabules entre Maria et Zina.
Maria va mener plusieurs batailles de front pour faire avancer son projet, d’abord contre le prince, qui dit « oui », puis prétend que son « oui » était rêvé ; contre son mari Athanase, qu’elle traite plus bas que terre et qu’elle supplie de ne pas ouvrir la bouche tant est grande sa bêtise ; contre Mozgliakov, qu’elle embobine une fois de plus mais qui, dans un sursaut de lucidité, comprend son infortune ; contre sa fille Zina, qui éprouve du dégoût pour le rôle que sa mère lui fait jouer ; contre la dizaine de commères de la bourgade enfin, qui sont venues en rangs serrés pour défaire ce qu’elle veut faire.
Maria va échouer lors d’une soirée mémorable où tous se seront ligués contre elle. Zina ira chez Vassia, son amour, qui agonise et meurt dans ses bras. Le prince meurt également. Maria, Athanase et Zina vendent leur propriété et quittent la ville.
Épilogue
Trois années ont passé. Mozgliakov s’est engagé dans l’administration. Il part en expédition lointaine ; arrivé chez le gouverneur local, il reconnaît Zina, la femme du gouverneur.

## Éditions françaises
- Fiodor Dostoïevski (trad. du russe par André Markowicz), Œuvres romanesques : 1859-1864, Arles, Actes Sud, coll. « Thedaurus », 2015, 1472 p. (ISBN 978-2-330-05445-8, présentation en ligne), « Le Rêve de l'oncle »
- Le Rêve de l'oncle, traduit par Gustave Aucouturier, Bibliothèque de la pléiade, Édition Gallimard, 1969, 145 pages  (ISBN 9782070101795)